# アンドリュー・フランシス
アンドリュー・マイケル・スコット・フランシス (Andrew Michael Scott Francis、1985年5月27日 -) は、ブリティッシュコロンビア州バンクーバー出身のカナダの映画、テレビ、声優。

## 出演作品
- おちゃめな魔女サブリナ
- どこかでなにかがミステリー - ラッセル
- X-メン:エボリューション
- ジョニーテスト - ギル・ネックスドア
- ヒーロー: 108 - リン・チョン
- アイアンマン ザ・アドベンチャーズ
- マイリトルポニー〜トモダチは魔法〜 - シャイニングアーマー
- マックススティール - マクスウェル「マックス」マグラス/マックススティール